# Temti-Humban-Inshushinak

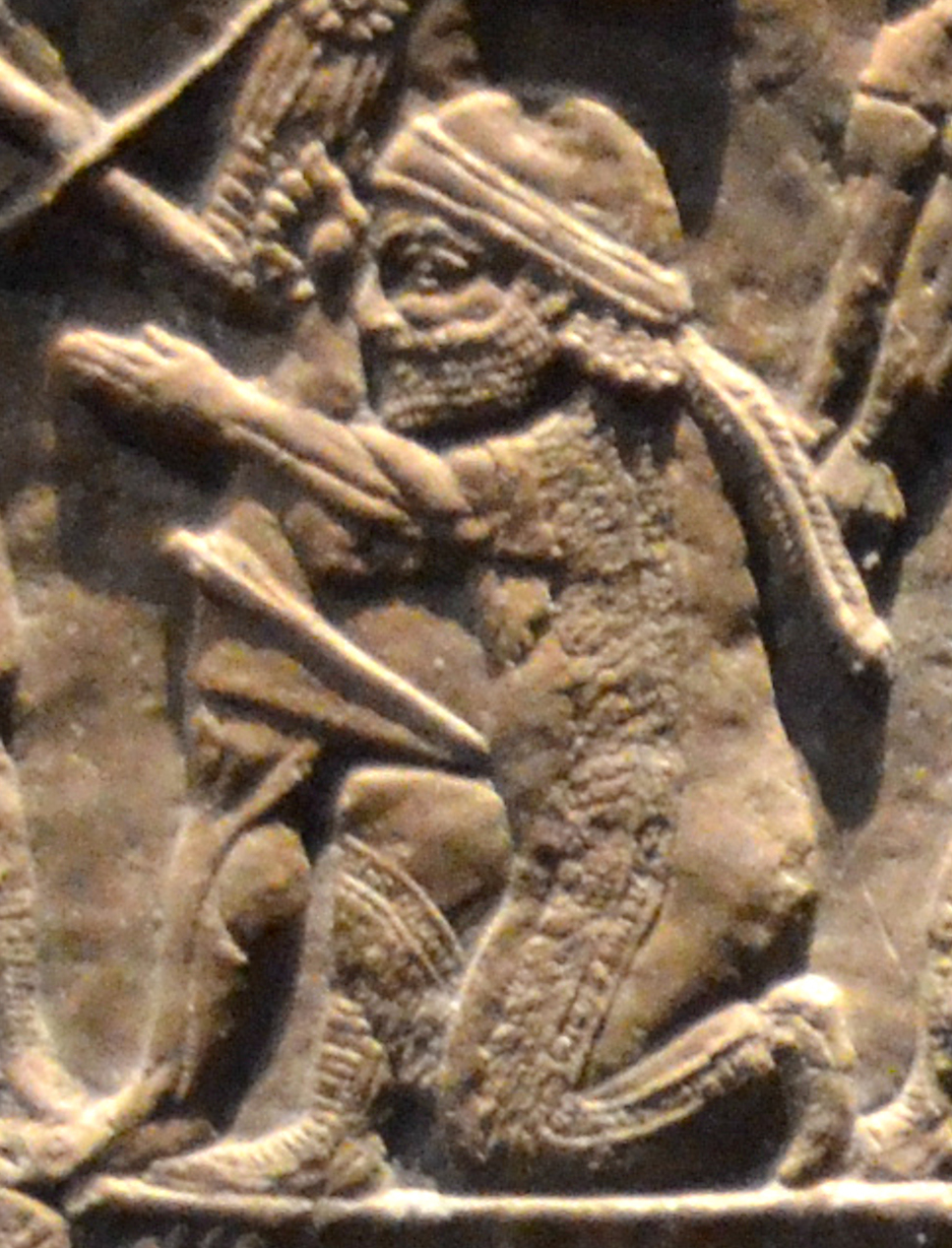
Temti-Humban-Inshushinak (663-653a. C.), llamado Teumman en fuentes asirias, fue rey de Elam

Temti-Humban-Inshushinak (663-653a. C.), llamado Teumman en fuentes asirias, fue rey de Elam, sobrino y sucesor de Urtaki.
Príncipe de Susa desde 668a. C., conspiró para que Urtaki rompiera sus buenas relaciones con Asiria, y al morir aquel, se le ofreció la ocasión para unificar una gran parte de Elam. Tras apoderarse del trono, forzó al exilio a los hijos de los dos reyes precedentes, que se refugiaron en la corte de Asurbanipal. Una vez afirmado su poder, se mostró cada vez más arrogante con Asiria, y en 653a. C. lanzó un violento ataque contra la Baja Mesopotamia, pero Assurbanipal contraatacó en la región de Der, y promovió disturbios en la retaguardia elamita. El encuentro decisivo tuvo lugar en Tell-Tuba, junto al río Karún, resultando vencido y muerto Teumman, tras lo cual, Elam fue desmembrado.